# قتادة (اسم)
قتادة هو اسم علم مذكر من أصل عربي، ومعناه هو شجرة صلبة ذات شوك كالإبر جمعه قتاد.

## شخصيات تحمل الاسم
- قتادة بن النعمان
- قتادة بن إدريس (1130 – 1220)
- قتادة بن دعامة (680[3] – 736[4])

## وصلات خارجية
- موسوعة السلطان قابوس لأسماء العرب نسخة محفوظة 5 أبريل 2019 على موقع واي باك مشين.